# Bájulo
Bájulo (em latim: bajulus; em grego medieval: βαΐουλος; romaniz.: baioulos) foi um termo usado no Império Bizantino para se referir ao preceptor ou tutor dos príncipes imperiais. Apenas uns poucos titulares são conhecidos, mas devido a íntima proximidade do ofício com a família imperial, e os laços que criou com os futuros imperadores, vários bájulos estiveram entre os mais importantes oficiais de seu tempo.

## História
O termo deriva do latim baiulus ("portador"), que no século IV significava "freira" ou "preceptor". Assim, no século XII o teólogo Teodoro Bálsamo alegou que veio de baïon (βαΐον, folha de palmeira), pois o preceptor era encarregado de supervisionar o crescimento das mentes jovens. O termo foi raramente usado e não há nenhuma atestação posterior ao período bizantino. O estudioso do século XIII Manuel Moscópulo oferece os termos gregos equivalentes de pedagogo (παιδαγωγός; paidagogós) e pedotribes (παιδοτρίβης, paidotribes).
O termo foi aplicado aos tutores e preceptores dos príncipes imperiais, que gozavam duma autoridade bastante extensa. Como escreve Vitalien Laurent, não era apenas "encarregado de instrução e educação, mas tudo o que era necessário para ajudar a criança a se tornar, física e intelectualmente, um homem". O ofício manteve seus detentores em estreito contato com a família imperial, e o vínculo criado entre um bájulo e seu aluno poderia levar a uma influência política significativa. Não é por acaso que dois dos poucos titulares conhecidos, Antíoco no século V e Basílio Lecapeno no X, passaram a ser ministros-chefe todo-poderosos sob suas respectivas alas, enquanto até os outros parecem ter desempenhado um papel político importante. Basil Lecapeno, em particular, recebeu o título ainda mais elevado de mega bájulo (μέγας βαΐουλος, "grande preceptor"), que pode ter existido posteriormente ao lado de vários bájulos juniores.
Apesar de sua importância, o ofício está totalmente ausente dos manuais de ofícios e cerimônias imperiais, até o século XIV. Pseudo-Codino, escrevendo depois de meados do XIV, não sabia onde o mega bájulo seria classificado na hierarquia bizantina, mas outras listas contemporâneas de ofício, como o apêndice ao Hexabiblo e a lista de versos de Mateus Blastares, que refletia o uso sob Andrônico II (r. 1282–1328) ou durante o reinado de Andrônico III Paleólogo (r. 1328–1341), colocam-o no 18º lugar, depois do paracemomeno do dormitório imperial e antes do curopalata. Ernst Stein propôs que o bájulo foi substituído pelo tatas da corte, mas essa conjectura foi rejeitada por Laurent.

## Lista de titulares conhecidos
| Name              | Tenure                           | Notes | Refs                 |
| ----------------- | -------------------------------- | --- | -------------------- |
| Antíoco           | Início dos anos 400              | Enviado pelo xá do Império Sassânida como tutor do futuro Teodósio II (r. 408–450), tornou-se um poderoso ministro chefe sob Teodósio. O título é quiçá anacrônico, dado pelos historiadores do século IX. | [ 10 ]               |
| Estêvão           | Anos 580/590                     | Tutor de Teodósio, filho de Maurício (r. 582–602). O título ocorreu numa tradução grega dum texto siríaco, e pode ser anacrônico também. | [ 11 ]               |
| João Picrídio     | c. 789–790                       | Protoespatário e bájulo de Constantino VI (r. 780–797). Foi torturado, tonsurado e exilado à Sicília sob o regime da imperatriz regente Irene de Atenas em 789, mas quando Constantino VI assumiu o poder em 790, foi reconvocado. Provavelmente pode ser o fundador do Mosteiro de Picrídio em Constantinopla.                                  | [ 12 ] [ 13 ]        |
| Gregório          | c. 873/75–885                    | Intitulado primicério e protoespatário imperial, era estratego no sul da Itália e lutou contra os sarracenos: em 876, capturou Bari e em 877–879 foi destinatário de quatro cartas do papa João VIII, pedindo sua ajuda contra os sarracenos. Sua última atestação ocorre em 885, quando esteve ativo em Monte Cassino                           | [ 12 ] [ 14 ]        |
| Manuel, o Armênio | c. 842/43                        | Um distinto comandante militar sob Teófilo (r. 829–842), foi um dos oficiais mais relevantes sob os primeiros anos do reinado de Miguel III, o Ébrio (r. 842–867) até se arruinar numa luta pelo poder com Teoctisto. Um selo do período registra-o como "patrício, protoespatário imperial, magistro e bájulo do imperador".                    | [ 12 ] [ 14 ]        |
| Sérgio            | Final do século IX / começo do X | Conhecido apenas através de um selo que dá seus títulos como "primicério, protoespatário imperial e bájulo". | [ 15 ]               |
| Basílio Lecapeno  | c. 944/47                        | Filho bastardo de Romano I Lecapeno (r. 920–944), tornou-se mega bájulo e depois paracemomeno e dominou o governo imperial de facto como ministro chefe por boa parte do período 947–985, sob os imperadores Constantino VII (r. 913–963) (seu cunhado), Nicéforo II (r. 963–969) João I (r. 969–976) e Basílio II (r. 976–1025) (seu sobrinho). | [ 16 ] [ 17 ] [ 18 ] |
| Leão de Maralda   | c. 1019                          | Conhecido apenas através de Lupo Protoespatário como um dos emissários enviados por Troia a Basílio Bioanes em 1019. É incerto que o título de bájulo é autêntico ou se uma interpolação posterior ou mesmo má tradução, ou se se refere à posição áulica bizantina de qualquer modo. "Maralda" é provavelmente o nome de seu pai.               | [ 19 ] [ 20 ]        |
| Anônimo           | ca. anos 1230                    | Tutor anônimo de Teodoro II (r. 1254–1258). | [ 4 ]                |